# Tecnologia de pel·lícula gruixuda

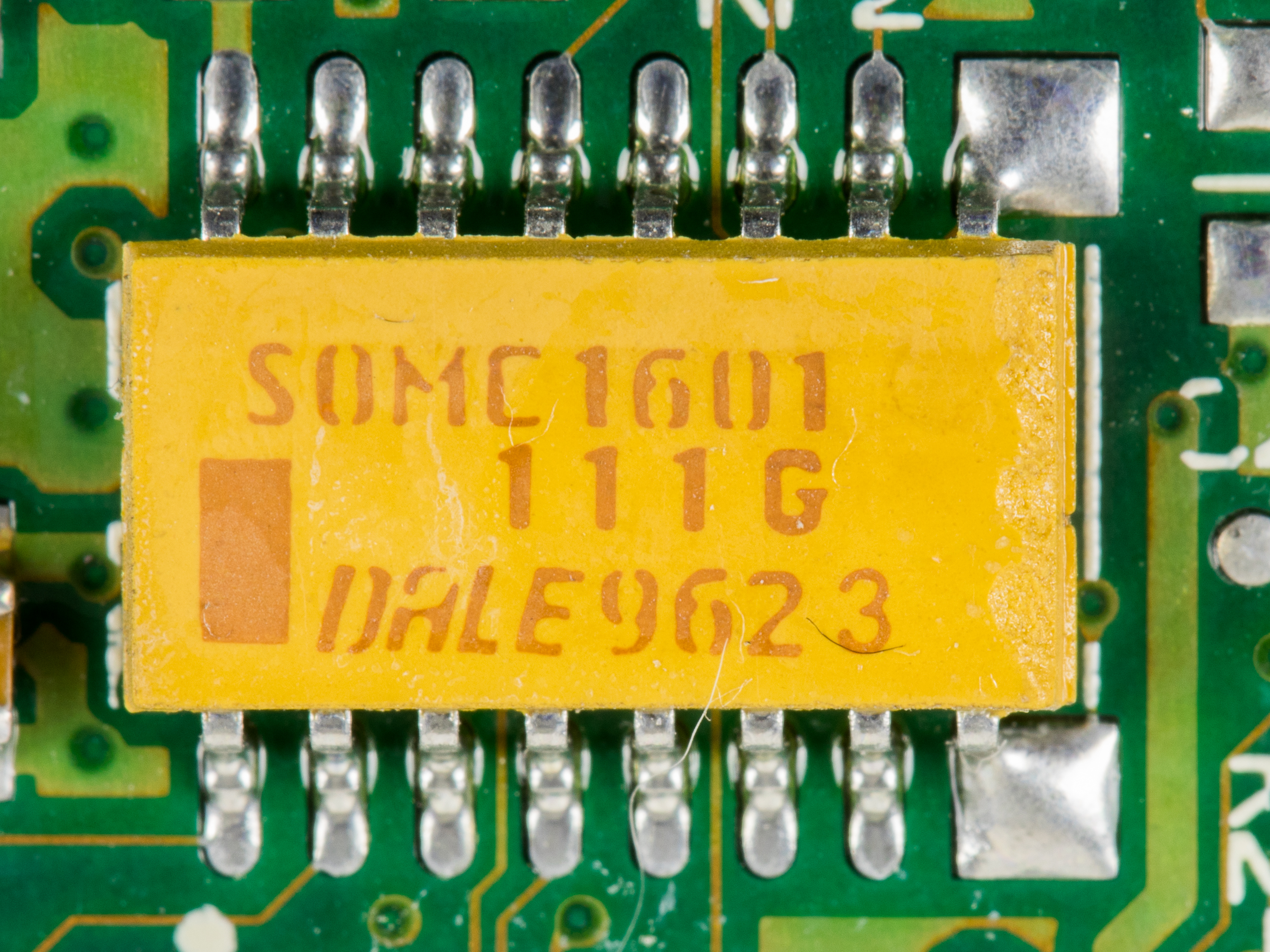
Xarxa en línia de resistències de pel·lícula gruixuda

La tecnologia de pel·lícula gruixuda s'utilitza per produir dispositius/mòduls electrònics com ara mòduls de dispositius de muntatge superficial, circuits integrats híbrids, elements de calefacció, dispositius passius integrats i sensors. La tècnica de fabricació principal és la serigrafia (stencil), que a més d'utilitzar-se en la fabricació de dispositius electrònics també es pot utilitzar per a diversos objectius de reproducció gràfica. Es va convertir en una de les tècniques clau de fabricació/miniaturització de dispositius/mòduls electrònics durant la dècada de 1950. El gruix típic de la pel·lícula (fabricada amb processos de fabricació de pel·lícula gruixuda per a dispositius electrònics) és de 0,0001 a 0,1 mm.
Els circuits/mòduls de pel·lícula gruixuda s'utilitzen àmpliament a la indústria de l'automòbil, tant en sensors, per exemple, barreja de combustible/aire, sensors de pressió, controls del motor i de la caixa de canvis, sensor per alliberar coixins d'aire, encès de coixins d'aire; Comú és que cal una alta fiabilitat, sovint un interval de temperatures estès també al llarg del termociclatge massiu dels circuits sense fallades. Altres àrees d'aplicació són l'electrònica espacial, l'electrònica de consum i diversos sistemes de mesura on es necessita un baix cost i/o una alta fiabilitat.
La forma més senzilla d'utilitzar una tecnologia de pel·lícula gruixuda és un substrat/placa de mòdul, on el cablejat es fabriquen mitjançant un procés de pel·lícula gruixuda. A més, es poden fabricar resistències i condensadors de gran tolerància amb mètodes de pel·lícula gruixuda. El cablejat de pel·lícula gruixuda es pot fer compatible amb la tecnologia de muntatge en superfície (SMT) i, si cal (a causa de les toleràncies i/o els requisits de mida), les peces de muntatge superficial (resistències, condensadors, circuits integrats, etc.) es poden muntar en una pel·lícula gruixuda. substrat.
La fabricació de dispositius/mòduls de pel·lícula gruixuda és un procés additiu que implica la deposició de diverses capes successives (normalment un màxim de 6-8) de capes conductores, resistives i dielèctriques sobre un substrat elèctricament aïllant mitjançant un procés de serigrafia.
Com a mètode de fabricació de baix cost, és aplicable per produir grans volums de dispositius passius discrets com resistències, termistors, varistors i dispositius passius integrats.
La tecnologia de pel·lícula gruixuda també és una de les alternatives per utilitzar-se en circuits integrats híbrids i competeix i complementa normalment en la miniaturització electrònica (parts o elements/àrea o volum) amb SMT basat en PCB (placa de circuit imprès)/PWB (placa de cablejat imprès) i tecnologia de pel·lícula fina.